# Det ligger i blodet

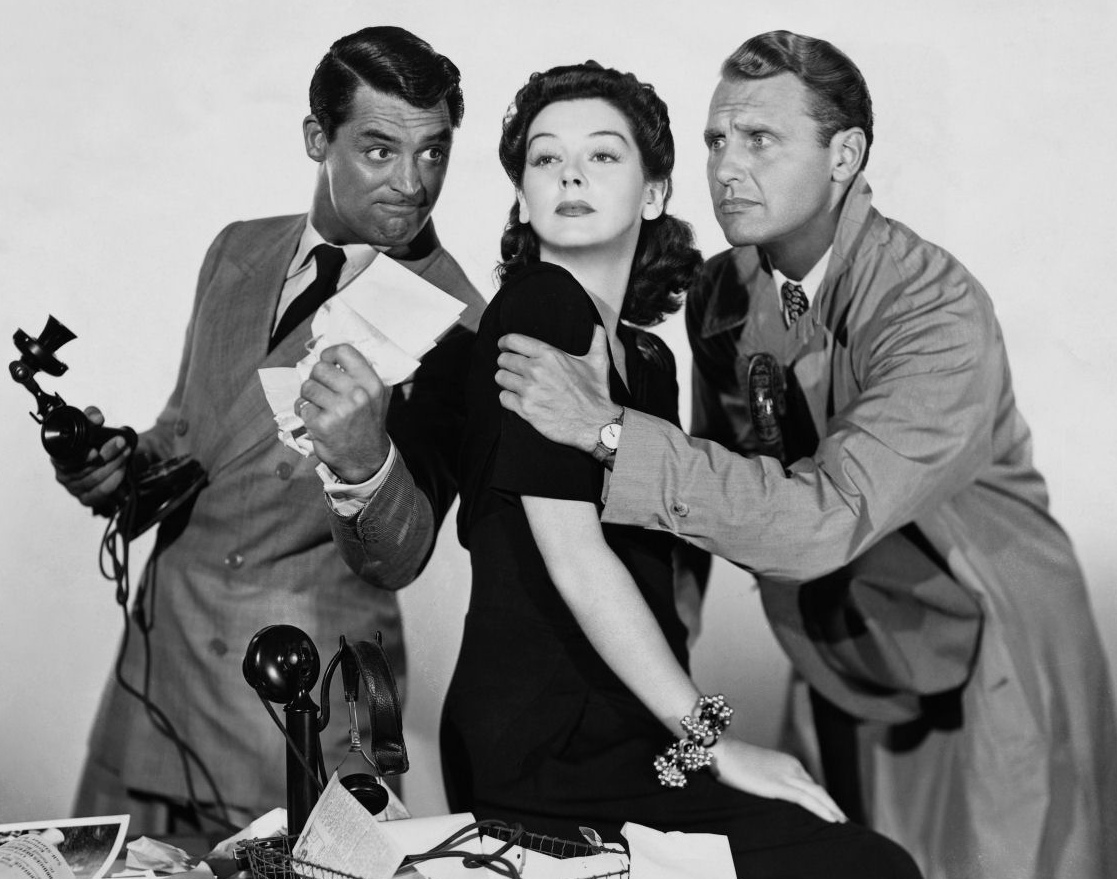
Cary Grant, Rosalind Russell och Ralph Bellamy på en reklambild inför premiären.

Det ligger i blodet (engelska: His Girl Friday) är en amerikansk screwballkomedifilm från 1940 i regi av Howard Hawks. Filmen är baserad på pjäsen The Front Page som hade premiär 1928. Historien hade filmatiserats redan 1931 med titeln Det stora reportaget. År 1974 filmades historien med titeln Stoppa pressarna! i regi av Billy Wilder. I huvudrollerna ses Cary Grant och Rosalind Russell. Filmen är berömd för de vassa replikskiftena mellan Grants och Russells rollfigurer. Den är sedan 1968 i public domain, sedan filmbolaget missat att förnya rättigheterna.

## Handling
När redaktören Walter Burns får reda på att hans exfru, reportern Hildy Johnson, skall gifta om sig med försäkringstjänstemannen Bruce Baldwin kan han inte låta bli att försöka sabotera planerna och lockar Hildy med ett sista scoop om avrättningen av mördaren Earl Williams. Samtidigt ser han till att Baldwin hela tiden åker fast för olika förseelser.

## Om filmen
Det ligger i blodet har visats i SVT, bland annat 1998, 2011, 2018, maj 2023 och april 2025.

## Rollista i urval
- Cary Grant – Walter Burns
- Rosalind Russell – Hildegard "Hildy" Johnson
- Ralph Bellamy – Bruce Baldwin
- Alma Kruger – Mrs. Baldwin, Bruces mor
- Gene Lockhart – Peter Hartwell, sheriff
- Clarence Kolb – borgmästare Fred
- Abner Biberman – Louis "Diamond Louie" Peluso
- John Qualen – Earl Williams
- Helen Mack – Mollie Malloy
- Porter Hall – Murphy, reporter
- Ernest Truex – Roy V. Bensinger, reporter
- Cliff Edwards – Endicott, reporter
- Roscoe Karns – McCue, reporter
- Frank Jenks – Wilson, reporter
- Regis Toomey – Sanders, reporter
- Frank Orth – Duffy, Walters redaktör
- Billy Gilbert – Joe Pettibone
- Pat West – föreståndare Cooley
- Edwin Maxwell – doktor Max J. Eggelhoffer
- Marion Martin – Evangeline